# Hemistola unicolor
Hemistola unicolor là một loài bướm đêm trong họ Geometridae.